# كيولاي كونتيه
كولاي كونت (بالإنجليزية: Kewullay Conteh)‏ (مواليد 31 ديسمبر 1977 في فريتاون) لاعب كرة قدم سيراليوني يجيد اللعب في خط الدفاع في نادي غروسيتو الإيطالي . لاعب دولي في منتخب سيراليون منذ 1996 .

## روابط خارجية
- كيولاي كونتيه على موقع قاعدة بيانات كرة القدم.إي يو (الإنجليزية)
- كيولاي كونتيه على موقع ناشيونال فوتبول تيمز (الإنجليزية)
- كيولاي كونتيه على موقع Soccerway.com (الإنجليزية)
- كيولاي كونتيه على موقع عالم كرة القدم.نت (الإنجليزية)
- كيولاي كونتيه على موقع كووورة